# Galiciencia

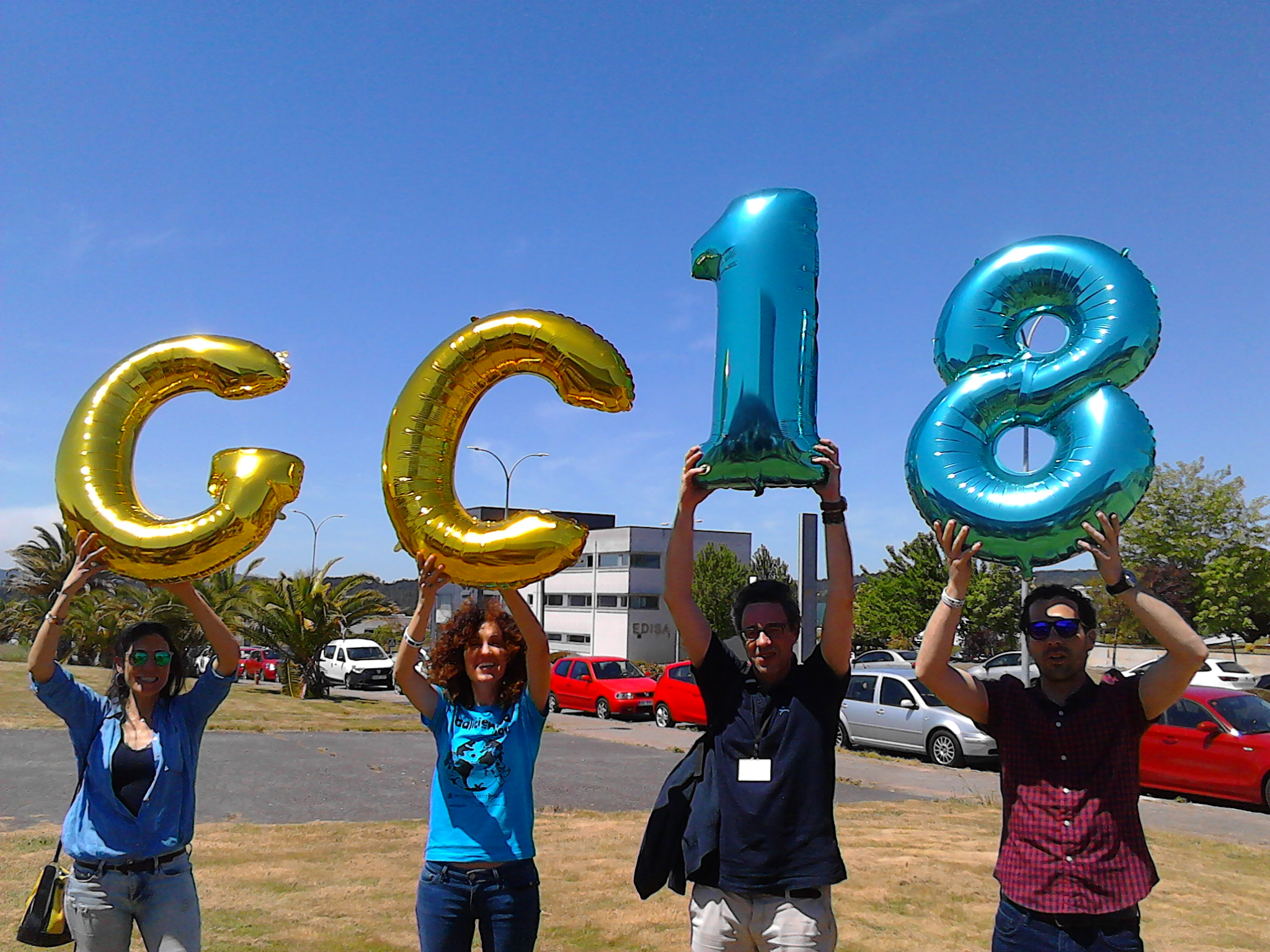
Galiciencia es la mayor feria científica que se celebra anualmente en Galicia.

## Objetivo principal
El objetivo principal de esta iniciativa, que Tecnópole organiza desde hace cuatro años con el patrocinio de la Dirección General de I+D+I de la Consejería de Economía e Industria, es servir de punto de encuentro para chicos y chicas de la ESO y de Bachillerato con ideas innovadoras y con ganas de mostrarlas al público en los stands que Parque Tecnolóxico de Galicia pone a su disposición durante tres días coincidiendo con la celebración de la Semana de la Ciencia.

## Actividades paralelas
Además de facilitar el desplazamiento y la estancia de los estudiantes en Orense y montar la infraestructura de la feria, Tecnópole organiza actividades paralelas para el público y para los propios expositores.

## Ediciones

### Primera edición
En la primera edición de Galiciencia 2007 participaron 2.000 personas y 85 estudiantes presentaron un total de 31 proyectos innovadores a los visitantes de esta feria.
En el año 2007 ganaron como 2º y 1º premio dos colegios de Galicia:
El colegio de San Mamede y Guillerme Brown.
Presentaron un trabajo sobre la alimentación de la lechuza y, el 2º premio fue para un avanzado sistema contra incendios.

### Segunda edición
18 y el 20 de noviembre en el Auditorio de Orense de 2008

### Tercera edición
2008 organizó la tercera edición de ‘Galiciencia’34 proyectos 18 iniciativas gallegas con 16 llegadas de Barcelona 2.700 visitas, 2.150 de escolares de toda Galicia que se acercaron al Auditorio de Orense en grupos organizados y más de 600 visitantes que acudieron por libre.